# Hart van Sarajevo
Het Hart van Sarajevo ((Bosnisch: Srce Sarajeva) is een internationale filmprijs die sinds 2004 wordt uitgereikt op het filmfestival van Sarajevo.

## Geschiedenis
De filmprijs werd voor het eerst uitgereikt ter gelegenheid van het tienjarig bestaan van het filmfestival. De prijs werd vernoemd naar het symbool van het festival, een hart dat ontworpen werd door de Franse ontwerpster Agnès Troublé, een vriendin van de festivalorganisator. De filmprijs wordt uitgereikt in verschillende categorieën. Sinds 2005 wordt ook de Ere-Hart van Sarajevo uitgereikt.

## Beste film
| Jaar | Originele titel                 | Engelse titel           | Regisseur(s)                      | Nationaliteit regisseur |
| ---- | ------------------------------- | ----------------------- | --------------------------------- | ----------------------- |
| 2004 | Mila ot Mars                    | Mila from Mars          | Zornitsa Sofia                    | Bulgarije               |
| 2005 | Leydi Zi                        | Lady Zee                | Georgi Djulgerov                  | Bulgarije               |
| 2006 | Das Fräulein                    |                         | Andrea Staka                      | Zwitserland             |
| 2007 | Takva                           |                         | Özer Kiziltan                     | Turkije                 |
| 2008 | Buick Riviera                   |                         | Goran Rušinović                   | Kroatië                 |
| 2009 | Obični ljudi                    | Ordinary People         | Vladimir Perišić                  | Servië                  |
| 2010 | Tilva Roš                       |                         | Nikola Ležaić                     | Servië                  |
| 2011 | Atmen                           | Breathing               | Karl Markovics                    | Oostenrijk              |
| 2012 | Toată lumea din familia noastră | Everybody in Our Family | Radu Jude                         | Roemenië                |
| 2013 | Grdzeli nateli dgheebi          | In Bloom                | Nana Ekvtimishvili and Simon Groß | Georgië                 |
| 2014 | Annemin Şarkısı                 | Song of My Mother       | Erol Mintaş                       | Turkije                 |
| 2015 | Mustang                         |                         | Deniz Gamze Ergüven               | Turkije                 |
| 2016 | Albüm                           | Album                   | Mehmet Can Mertoğlu               | Turkije                 |

## Beste korte film
| Jaar | Originele titel       | Engelse titel               | Regisseur(s)    | Nationaliteit regisseur |
| ---- | --------------------- | --------------------------- | --------------- | ----------------------- |
| 2004 | Ich und das Universum | Me, Myself and the Universe | Hajo Schomerus  | Duitsland               |
| 2005 | Hajnal                | Before Dawn                 | Balint Kenyeres | Hongarije               |
| 2006 | Sretan put Nedime     | Good Luck Nedim             | Marko Šantić    | Slovenië                |
| 2007 | Valuri                | Waves                       | Adrian Sitaru   | Roemenië                |
| 2008 | Tolerantia            | Tolerantia                  | Ivan Ramadan    | Bosnië en Herzegovina   |
| 2009 | Tulum                 | Party                       | Dalibor Matanić | Kroatië                 |
| 2010 | Žuti mjesec           | Yellow Moon                 | Zvonimir Jurić  | Kroatië                 |
| 2011 | Mezanin               | Mezzanine                   | Dalibor Matanić | Kroatië                 |
| 2012 | The Return            | Kthimi                      | Blerta Zeqiri   | Kosovo                  |
| 2013 | O umbra de nor        | Shadow of a Cloud           | Radu Jude       | Roemenië                |
| 2014 | Kokoška               | The Chicken                 | Una Gunjak      | Kroatië                 |
| 2015 | Biserna obala         | A Matter of Will            | Dušan Kasalica  | Montenegro              |
| 2016 | Tranzicija            | Transition                  | Milica Tomović  | Servië                  |

## Beste documentaire
| Jaar | Originele titel         | Engelse titel         | Regisseur(s)             | Nationaliteit regisseur |
| ---- | ----------------------- | --------------------- | ------------------------ | ----------------------- |
| 2006 | Što sa sobom preko dana | Facing the Day        | Ivona Juka               | Kroatië                 |
| 2007 | Informativni razgovori  | Interrogation         | Namik Kabil              | Bosnië en Herzegovina   |
| 2008 | Коридор No. 8           | Corridor No. 8        | Boris Despodov           | Bulgarije               |
| 2009 | Kavijar konekšn         | The Caviar Connection | Dragan Nikolić           | Servië                  |
| 2010 | Shivackite              | The Seamstresses      | Biljana Garvanlieva      | Noord-Macedonië         |
| 2011 | Mobitel                 | A Cell Phone Movie    | Nedžad Begović           | Bosnië en Herzegovina   |
| 2012 | Lumea in patratele      | Turn Off the Lights   | Ivana Mladenović         | Servië                  |
| 2013 | Хворісукалюди           | Sickfuckpeople        | Juri Rechinsky           | Oekraïne                |
| 2014 | Goli                    | Naked Island          | Tiha K. Gudac            | Kroatië                 |
| 2015 | Toto şi surorile lui    | Toto and His Sisters  | Alexander Nanau          | Roemenië                |
| 2016 | Doar o rasuflare        | A Mere Breath         | Monica Lazurean - Gorgan | Roemenië                |

## Beste actrice
| Jaar | Actrice                                                                    | Film                         | Nationaliteit van de actrice |
| ---- | -------------------------------------------------------------------------- | ---------------------------- | ---------------------------- |
| 2004 | Marija Škaričić                                                            | A Wonderful Night in Split   | Kroatië                      |
| 2005 | Zrinka Cvitešić                                                            | Sto je muskarac bez brkova?  | Kroatië                      |
| 2006 | Marija Škaričić                                                            | Das Fräulein                 | Kroatië                      |
| 2007 | Saadet Aksoy                                                               | Egg                          | Turkije                      |
| 2008 | Ayça Damgacı                                                               | Gitmek: My Marlon and Brando | Turkije                      |
| 2009 | Angeliki Papoulia en Mary Tsoni                                            | Dogtooth                     | Griekenland                  |
| 2010 | Mirela Oprișor                                                             | Tuesday, After Christmas     | Roemenië                     |
| 2011 | Ada Condeescu                                                              | Loverboy                     | Roemenië                     |
| 2012 | Marija Pikić                                                               | Children of Sarajevo         | Bosnië en Herzegovina        |
| 2013 | Lika Babluani en Mariam Bokeria                                            | In Bloom                     | Georgië                      |
| 2014 | Mari Kitia                                                                 | Brides                       | Georgië                      |
| 2015 | Güneş Şensoy, Doğa Doğuşlu, Tuğba Sunguroğlu, Elit İşcan en İlayda Akdoğan | Mustang                      | Turkije                      |
| 2016 | Irena Ivanova                                                              | Godless                      | Bulgarije                    |

## Beste acteur
| Jaar | Acteur | Film                  | Nationaliteit van de acteur |
| ---- | --- | --------------------- | --------------------------- |
| 2004 | Milan Točinovski                                                                                                  | How I Killed a Saint  | Noord-Macedonië             |
| 2005 | Peter Musevski | Labour Equals Freedom | Slovenië                    |
| 2006 | Rakan Rushaidat                                                                                                   | All for Free          | Kroatië                     |
| 2007 | Saša Petrović | It's Hard to Be Nice  | Bosnië en Herzegovina       |
| 2008 | Leon Lučev en Slavko Štimac                                                                                       | Buick Riviera         | Kroatië en Servië           |
| 2009 | Relja Popović | Obični ljudi          | Servië                      |
| 2010 | Marko Todorović                                                                                                   | Tilva Roš             | Servië                      |
| 2011 | Thomas Schubert                                                                                                   | Atmen                 | Oostenrijk                  |
| 2012 | Uliks Fehmiu | Redemption Street     | Servië                      |
| 2013 | Bogdan Diklić | A Stranger            | Servië                      |
| 2014 | Feyyaz Duman | Song of My Mother     | Turkije                     |
| 2015 | Yiorgos Kendros, Vangelis Mourikis, Panos Koronis, Efthymis Papadimitriou, Giorgos Pyrpassopoulos en Sakis Rouvas | Chevalier Athina      | Griekenland                 |
| 2016 | Gheorghe Visu | Câini                 | Roemenië                    |

## Ere-Hart van Sarajevo
Sinds 2005 wordt de Honorary Heart of Sarajevo uitgereikt aan individuelen die bijdragen aan de ontwikkeling van het filmfestival, alsook aan de regionale film in het algemeen in  voormalig Joegoslavië, de Balkan en Zuidoost-Europa. In 2016 werd de Honorary Heart of Sarajevo Award for lifetime achievement geïntroduceerd. De eerste ontvanger van deze prijs was Robert De Niro.
| Jaar | Winnaar                                         | Opmerkingen                                                                                                   |
| ---- | ----------------------------------------------- | --- |
| 2005 | Marco Müller                                    | Organisator van het Filmfestival van Rome                                                                     |
| 2006 | Gavrilo Grahovac                                | Voormalig minister van Cultuur en Sport in Bosnië-Herzegovina                                                 |
| 2006 | Mike Leigh                                      | Filmregisseur                                                                                                 |
| 2007 | Steve Buscemi                                   | Acteur en filmregisseur                                                                                       |
| 2008 | Cat Villiers                                    | Filmproducent                                                                                                 |
| 2009 | Manfred Schmidt                                 | Executive director van de Mitteldeutsche Medienförderung                                                      |
| 2010 | Dieter Kosslick                                 | Directeur van het Internationaal Filmfestival van Berlijn                                                     |
| 2011 | Angelina Jolie                                  | Actrice en filmregisseuse                                                                                     |
| 2011 | Jafar Panahi                                    | Filmregisseur                                                                                                 |
| 2011 | Emil Tedeschi                                   | President van de Atlantic Grupa                                                                               |
| 2012 | Branko Lustig                                   | Filmregisseur                                                                                                 |
| 2013 | Roberto Olla                                    | Executive director van Eurimages                                                                              |
| 2013 | Béla Tarr                                       | Filmregisseur                                                                                                 |
| 2014 | Gael García Bernal                              | Acteur |
| 2014 | Danis Tanović                                   | Filmregisseur                                                                                                 |
| 2014 | Agnès Troublé                                   | Modeontwerpster                                                                                               |
| 2015 | Atom Egoyan                                     | Filmregisseur                                                                                                 |
| 2015 | Benicio del Toro                                | Acteur |
| 2016 | Robert De Niro (Award for lifetime achievement) | Acteur, filmregisseur en filmproducent                                                                        |
| 2016 | Stephen Frears                                  | Filmregisseur                                                                                                 |
| 2016 | Wolfgang Amadeus Brülhart                       | Former Deputy Chief of Mission and Cultural Counselor at the Embassy of Switzerland in Bosnia and Herzegovina |
| 2017 | John Cleese                                     | Komiek, acteur en filmproducent                                                                               |
| 2017 | Oliver Stone                                    | Filmregisseur en filmproducent                                                                                |